# 詹姆斯·霍爾 (射擊運動員)
詹姆斯·霍爾（James Hall，1983年11月18日—）生於阿拉巴馬州阿拉巴斯特，是一名美國射擊運動員，主攻手槍項目，曾獲得2018年美洲射擊錦標賽男子10公尺空氣手槍冠軍。

## 外部連結
- ISSF （页面存档备份，存于）